# Sielc (gmina)
Sielc (do 1868 Sielc I, od 1973 Rzewnie) – dawna gmina wiejska istniejąca do 1954 roku w woj. warszawskim (dzisiejsze woj. mazowieckie). Nazwa gminy pochodzi od wsi Sielc, lecz siedzibą władz gminy były kolejno: Małki (II RP) i Rzewnie.
Gmina Sielc powstała za Królestwa Polskiego, 29 grudnia 1867?/10 stycznia 1868, w związku z przemianowaniem gminy Sielc I na Sielc. Gmina należała do powiatu makowskiego w guberni łomżyńskiej.
W okresie międzywojennym gmina Sielc należała do powiatu makowskiego w woj. warszawskim. 1 kwietnia 1939 z gminy Sielc wyłączono:
- gromadę Rostki Stróżne, włączając ją do gminy Smrock,
- gromadę Tłuszcz, włączając ją do gminy Perzanowo.

Po wojnie gmina zachowała przynależność administracyjną. 1 lipca 1952 roku gmina składała się z 27 gromad.
Jednostka została zniesiona 29 września 1954 roku wraz z reformą wprowadzającą gromady w miejsce gmin. Po reaktywowaniu gmin 1 stycznia 1973 roku gminy Sielc nie przywrócono, utworzono natomiast jej terytorialny odpowiednik, gminę Rzewnie.